# Oliver Hermes
Oliver Hermes (* 13. November 1970 in Essen) ist ein deutscher Manager. Er ist Vorsitzender des Vorstandes und Global Chief Executive Officer der Wilo-Group. 

## Leben
Von 1991 bis 1998 absolvierte Hermes ein Studium der Volkswirtschaftslehre mit den Schwerpunkten Ostasienwirtschaft/China und Wirtschaftsprüfung/Controlling an der Gerhard-Mercator-Universität in Duisburg. Sein Auslandsstudium von 1994 bis 1995 widmete er dem Studium der Wirtschaftswissenschaften mit Fokus auf Außenwirtschaft sowie Finanzen, Banken und Versicherungen der Economie Sociale an der Universität Angers in Frankreich. Nach seinem Studium schloss er im Jahr 2001 das berufsbegleitende Examen zum US-amerikanischen Wirtschaftsprüfer (Certified Public Accountant) in New Hampshire (USA) erfolgreich ab. 
Hermes arbeitete von 1998 bis 2006 beim Wirtschaftsprüfungs- und Beratungsunternehmen KPMG in Berlin und Essen. Nach der Ernennung zum Prokuristen im Jahr 2002 wurde er 2004 zum Senior Manager und zum Global Head Power & Utilities befördert, 2005 zum Partner. In seiner Zeit bei KPMG lagen seine Tätigkeitsschwerpunkte im Bereich Audit und Advisory. 
Hermes ist Vorsitzender des Vorstandes und Global Chief Executive Officer (CEO) der Wilo-Group, einen Dortmunder Anbieter für Pumpen und Pumpensystemen, für die er seit 2006 tätig ist. 2019 wurde er als unternehmerischer Nachfolger benannt. Hermes ist auch Kuratoriumsvorsitzender der Wilo-Foundation.

## Gremien und Ehrenämter
- Ab 2023 Mitglied des Vorstands des Afrika-Vereins der deutschen Wirtschaft[5]
- Ab 2023 Mitglied des Vorstands der Subsahara-Afrika Initiative der Deutschen Wirtschaft (SAFRI)[5]
- Vorsitzender des Vorstands des Ost-Ausschuss der deutschen Wirtschaft e.V., Berlin[6] bis Juni 2022[7]
- Stellvertretender Vorsitzender des Nah- und Mittelost-Verein e.V., Berlin[8]
- Mitglied des Verwaltungsrats des RWTÜV e.V., Essen
- Stellvertretender Vorsitzender des Petersburger Dialogs, Berlin[9] bis Juni 2022[10]
- Mitglied des Beirats Borussia Dortmund GmbH & Co. KGaA (BVB), Dortmund[11]
- Mitglied des Kuratoriums des Deutsch-Russischen Forums e.V., Berlin bis Juni 2022[12]
- Mitglied des Kuratoriums der Stiftung Familienunternehmen, München[13]
- Mitglied des Vorstands von pro Ruhrgebiet e.V., Essen[14]
- Mitglied des Beirats des Initiativkreis Ruhr, Essen[15]
- Mitglied des Hochschulrats der Technischen Universität Dortmund[16]
- Mitglied der Vollversammlung der Industrie- und Handelskammer zu Dortmund
- Bis 2021 Mitglied des Lions Club, Duisburg
- Ab 2022 Mitglied des Rotary Club, Dortmund
- Ab 2021 Honorarkonsul für Kasachstan im Land Nordrhein-Westfalen[17]

## Auszeichnungen
- 2014: Auszeichnung mit Ehrentitel „Bürger des Ruhrgebiets“.[18]
- 2022: Ehrenmedaille für die Stärkung der deutsch-kasachischen Beziehungen.[19]